# Помпадур, Жан де
Маркиз Жан IV де Помпадур (фр. Jean IV de Pompadour; ум. 1684) — французский генерал.

## Биография
Сын виконта Леонара-Филибера де Помпадура и Мари Фабри.
Виконт де Рошешуар (по праву жены), барон де Треньяк и де Сен-Сир.
Капитан в пехотном полку своего отца (21.09.1627), участвовал в осаде Ла-Рошели. В ходе войны за Мантуанское наследство участвовал в штурме Сузского перевала, оказании помощи Казале в 1629 и 1630 годах, и в боевых действиях в Монферрате до заключения мира в Кераско в 1631 году. По окончании войны полк был распущен.
После отставки отца 29 октября 1634 года был назначен генеральным наместником Верхнего и Нижнего Лимузена. После развертывания полка Французской гвардии до десятиротного состава 8 июля 1635 года получил одну из рот, с которой в том же году служил при осаде Сен-Миеля, в 1636 году при отвоевании Корби, в 1637 году при осадах Ландреси и Ла-Капели, в 1638 году при осаде Сент-Омера, в 1639 году Эдена, в 1640 году Арраса, в 1641 году Эра.
В июне 1643 году сложил командование ротой и отправился в свое Лимузенское наместничество, поступив под начало главнокомандующего в Гиени. Патентом от 20 января 1649 года набрал кавалерийский полк, который был расквартирован в провинции. Кампмаршал (20.08.1649), в ноябре распустил полк. 4 марта 1653 года был произведен в генерал-лейтенанты армий короля и 15 апреля назначен главнокомандующим в Лимузене.
31 декабря 1661 года был пожалован Людовиком XIV в рыцари орденов короля.

## Семья
Жена (13.10.1640): виконтесса Мари де Рошешуар (ум. 13.07.1666), единственная дочь и наследница виконта Жана де Рошешуара и Франсуазы Эстюэр де Коссад
Дети:
- Жан V (ум. 6.03.1684), маркиз де Помпадур и де Рошешуар, барон де Сен-Жермен-сюр-Вьен. Знаменосец жандармов королевской гвардии (1671). Жена (13.01.1683): Мари-Франсуаза де Монтеклер (ум. 1697)
- Франсуа, барон де Треньяк. Был холост
- Мари-Эли (ум. 1723), виконтесса де Рошешуар. Муж (8.01.1674): Франсуа III д’Эпине (1645—1694), маркиз де Сен-Люк, полковник Нормандского полка
- Мари-Франсуаза-Эли (ок. 1648—16.09.1726), маркиза де Помпадур, виконтесса де Рошешуар и де Треньяк, баронесса де Бре, Сен-Сир-ла-Рош, Ла-Ривьер и Фрейсине. Муж (контракт 6.03.1687): маркиз Франсуа-Мари де Отфор (1654—1727)